# EFM (dyski optyczne)
EFM (akronim ang. Eight-to-fourteen modulation - modulacja „8-w-14”) – modulacja danych stosowana na płytach kompaktowych.

## Klasyfikacja
EFM należy do klasy kodów RLL, bez prądowej stałej o następujących właściwościach:
- długości sekwencji bitów o identycznej wartości zawierają się w ścisłych granicach,
- wartość widmowej gęstości mocy zakodowanej sekwencji zmierza do zera na końcu niskich częstotliwości.

W systemach z optycznym zapisem, serwomechanizm dokładnie śledzi ścieżkę w trzech wymiarach (promień, ostrość i prędkość kątowa). Uszkodzenia wynikające z codziennego używania takie jak kurz, odciski palców czy małe zarysowania, nie tylko wpływają na odczyt danych, lecz także zakłócają pracę serwomechanizmu. Może to powodować gubienie ścieżki lub uniemożliwić całkowicie odczyt. Niektóre sekwencje wgłębień i pól są szczególnie narażone na takie uszkodzenia a odtwarzalność płyt kompaktowych można by znacznie usprawnić jeśli takie sekwencje nigdy by się w nagraniu nie pojawiły. Zastosowanie EFM pozwoliło na uzyskanie płyt odpornych na drobne „codzienne” uszkodzenia, rozwiązując je w sposób bardzo efektywny.

## Opis działania
Według zasad EFM proces konwersji danych rozpoczyna się na podzielenie strumienia danych na bloki 8-bitowe (bajty). Następnie każdy z 8-bitowych bloków jest tłumaczony na odpowiadający mu kod 14-bitowy. Przekształcenie to jest wyznaczone przez stablicowanie.
14-bitowe wartości są tak dobrane, aby w ostatecznym strumieniu danych „jedynki” były zawsze rozdzielone przez minimalnie dwa i maksymalnie dziesięć „zer”. Jest to spowodowane dalszym kodowaniem w trybie NRZI, w którym „jedynka” jest kodowana na płycie jako zmiana wgłębienia w pole lub odwrotnie, natomiast „zero” nie wprowadza żadnych zmian. Wobec powyższego ciąg 0011 zostanie zastąpiony przez 1101 lub jego negację 0010 w zależności wartości poprzedzającej. Dwa kolejne „zera” pomiędzy dwoma „jedynkami” są zastępowane przez trzy kolejne zera (lub jedynki), na przykład 010010 zostanie zastąpione przez 100011 (lub 011100). Ciąg EFM 000100010010000100 zostanie zapisany jako 111000011100000111 (lub jego negacja).
Ponieważ EFM zapewnia, że pomiędzy dwiema jedynkami są co najmniej dwa zera, to w efekcie każde wgłębienie lub pole ma długość przynajmniej trzech bitów zegarowych. Ta właściwość jest bardzo przydatna, gdyż zmniejsza wymagania optyki układu odtwarzającego. Ograniczenie największej dopuszczalnej długości ciągu zerowego do 10 bitów zapewnia rekonstruowalność sygnału zegarowego w odtwarzaczu dla najtrudniejszych przypadków.
Metoda EFM wymaga trzech bitów łączących sąsiednie 14-bitowe kody, aby zapewnić, że kody połączone kaskadowo nie naruszą ograniczeń dotyczących długości sekwencji powtarzających się bitów. Trzy bity łączące są również wykorzystywane do kształtowania widma zakodowanego ciągu. Tak więc w ostatecznym rozrachunku do zakodowania 8 bitów danych potrzeba 17 bitów przestrzeni na płycie.

## EFMPlus
EFMPlus to metoda modulacji danych stosowana w płytach DVD i SACD.
Generator kodu EFMPlus to czterostanowy deterministyczny automat skończony, który tłumaczy 8-bitowe słowa wejściowe na 16-bitowe słowa kodowe. Ciągi binarne utworzone przez ten generator mają co najmniej dwa i nie więcej niż dziesięć zer pomiędzy kolejnymi jedynkami, co jest zgodne z EFM. Nie ma jednak w tym ciągu bitów łączących.
W efekcie ostateczne zapotrzebowanie przestrzeni na płycie do zapisania zakodowanych danych zmniejszyło się o jeden bit na każdy bajt danych użytkownika, zwiększając pojemność o 1/16 = 6,25%. Odkodowanie generowanych ciągów EFMPlus jest realizowane dzięki zastosowaniu przesuwnego bloku dekodera o podwójnej długości, czyli do jednoznacznego odkodowania jednego słowa wejściowego potrzeba dwóch słów zakodowanych.